# Vesel se, nebes Královno
Regina Caeli (nebo Coeli, latinsky "Královno nebes") je jedna ze čtyř mariánských antifon, zpívaných na konci kompletáře. Ve velikonočním období také nahrazuje modlitbu Anděl Páně. Autorství je neznámé, pochází patrně ze 12. století a nejprve se uchytila v prostředí františkánského řádu, do breviáře ji zařadil papež Mikuláš III. Byla mnohokrát zhudebněna, jen W. A. Mozart ji zhudebnil třikrát. Oslavuje Pannu Marii a Kristovo vzkříšení. Jde o nepravidelně rýmované čtyřverší, jehož každý verš končí zvoláním "alleluia". V kancionálu je vedena pod číslem 407.

## Latinský text
Regina caeli, laetare, alleluia.

Quia quem meruisti portare, alleluia,

Resurrexit, sicut dixit, alleluia.

Ora pro nobis Deum, alleluia.

## Český překlad
Královno nebes, raduj se, aleluja,

neboť ten, jejžs byla hodna nosit, aleluja,

vstal [totiž z mrtvých], jak řekl, aleluja,

přimlouvej se za nás u Boha, aleluja.

## České liturgické verze
Pro potřeby liturgie a pobožností v českém jazyce se obvykle užívají volnější překlady nebo parafráze, sledující také určité básnické kvality. Patrně nejznámější je Michnova píseň "Vesel se, nebes královno", zařazená do Kancionálu, která byla ve funkci závěrečné mariánské antifony pojata i do dnes standardního českého překladu liturgie hodin.
Vesel se, nebes Královno, aleluja,

zaplesej, tvorstva koruno, aleluja.

Neb Syn tvůj, jehožs nosila, aleluja,

vpravdě vstal, Kristus, tvá chvála, aleluja.

Z vítězství jeho raduj se, aleluja,

u něho za nás přimluv se, aleluja. 

O něco doslovnější verze figuruje v českém dominikánském breviáři. Toto znění se také běžně užívá v době velikonoční místo modlitby Anděl Páně. V olomouckém vydání kancionálu pro něj najdeme nápěv z pera P. Josefa Olejníka, vzniklý původně jako součást úplného zhudebnění kompletáře.
Raduj se, Královno nebeská, aleluja,

protože splnil Pán slova svá, aleluja,

z mrtvých vstal, Matko, Ježíš tvůj, aleluja,

u něho za nás oroduj, aleluja.